# Stopień pokrewieństwa

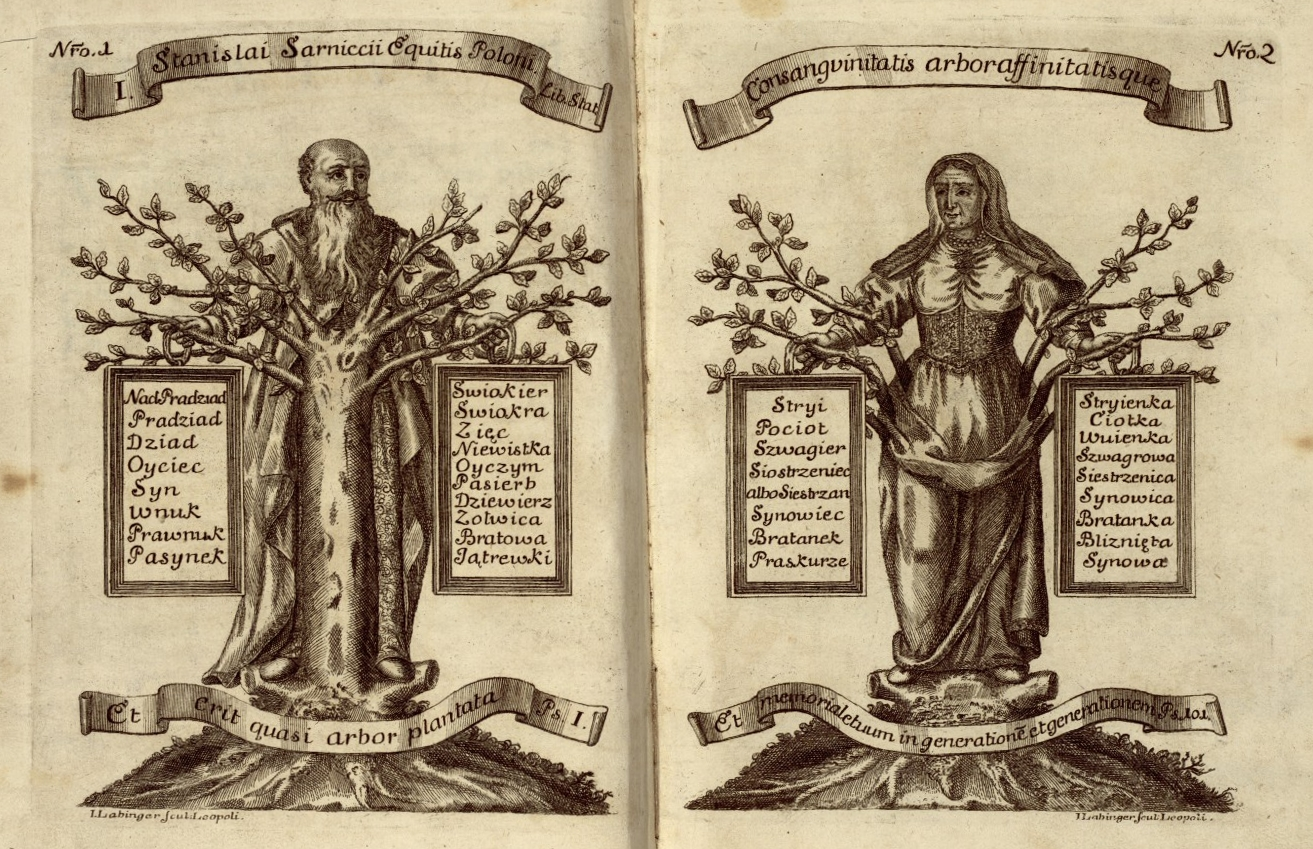
Ilustracje z dzieła "Heraldica to iest osada kleynotow rycerskich" Józefa Jabłonowskiego z 1742 roku pokazująca stopnie pokrewieństwa w linii męskiej i żeńskiej.

Stopień pokrewieństwa – sposób ustalania wzajemnego stosunku, łączącego osoby pochodzące od wspólnego przodka, czyli spokrewnionych w znaczeniu społecznym i prawnym. Pokrewieństwo oblicza się za pomocą linii i stopni.
Technikę, która zajmuje się ustalaniem stopnia pokrewieństwa, nazywa się komputacją. Wyróżnia się dwie najpowszechniejsze metody:
- komputacja rzymska – ma swoje korzenie w cywilnym prawie rzymskim, stosowana do dziś w systemach prawnych (także polskim) do obliczenia stopnia pokrewieństwa;
- komputacja kanoniczna (kościelna, germańska) – wywodzi się z prawa kanonicznego, stosowana dawniej przez Kościół katolicki (ostatni raz w kodeksie prawa kanonicznego z 1917) do obliczenia stopnia pokrewieństwa, np. w celu stwierdzenia zaistnienia przeszkody do zawarcia związku małżeńskiego; kodeks prawa kanonicznego z 1983 stosuje komputację rzymską.

## Komputacja rzymska
W przypadku komputacji rzymskiej do obliczania stopnia pokrewieństwa w linii bocznej sumuje się urodzenia z obu stron aż do wspólnego przodka (nie wlicza się jednak urodzenia owego wspólnego przodka). Wyraża się w paremii: quod generationes, tot gradus (ile urodzeń, tyle stopni).
Przykład:

A miał dwóch synów: B i C, zaś C miał syna D. Należy obliczyć pokrewieństwo pomiędzy B i D.

1. pierwsze urodzenie to urodzenie się D;

2. drugie urodzenie, to urodzenie się ojca D, czyli C;

3. trzecie urodzenie to urodzenie dziadka D, a ojca C, czyli A – tego urodzenia się nie wlicza, bo A jest wspólnym przodkiem D (dziadkiem) i B (ojcem);

4. czwarte urodzenie to urodzenie B, który jest synem A.
To daje 4 urodzenia, z których pod uwagę bierze się tylko 3, jako że pomija się urodzenie wspólnego przodka, czyli 4 – 1 = 3, a zatem B i D są ze sobą spokrewnieni w 3. stopniu komputacji rzymskiej.
Pokrewieństwo w linii bocznej w obrębie tego samego pokolenia jest zawsze parzyste (2, 4, 6 itd.); nie istnieje w linii bocznej pokrewieństwo pierwszego stopnia. Nieparzysta liczba oznacza zawsze różnicę przynajmniej o jedno pokolenie.

## Komputacja kanoniczna
W przypadku komputacji kanonicznej oblicza się tylko urodzenia po jednej stronie – w dłuższej linii do wspólnego przodka (podobnie jak w komputacji rzymskiej nie wliczając urodzenia wspólnego przodka).
Przykład (te same wartości co w przykładzie powyższym):

A miał dwóch synów: B i C, zaś C miał syna D. Należy obliczyć pokrewieństwo pomiędzy B i D.

1. w pierwszej kolejności należy ustalić, która linia jest dłuższa. Wiadomo, że jeśli D jest wnukiem A, a B jest synem A, to dłuższa jest linia, do której należy D, w konsekwencji będzie się liczyć urodzenia po tej stronie

2. pierwsze urodzenie, to urodzenie się D

3. drugie urodzenie, to urodzenie się C, czyli ojca D

4. trzecie urodzenie to urodzenie dziadka D, a ojca C czyli A – tego urodzenia się nie wlicza, bo A jest wspólnym przodkiem D (dziadkiem) i B (ojcem).
To daje trzy urodzenia, czyli 3 – 1 = 2, a zatem B i D są ze sobą spokrewnieni w 2. stopniu komputacji kanonicznej.

## Skutki prawne
Na potrzeby polskiego systemu prawnego stopień pokrewieństwa oblicza się według liczby urodzeń od wspólnego przodka (nie biorąc pod uwagę urodzin tego przodka); potrzebnych do istnienia osób, dla których oblicza się stopień pokrewieństwa (komputacja rzymska).
Stopień pokrewieństwa wywołuje szereg skutków prawnych. Jest brany pod uwagę w prawie cywilnym (spadkobranie), rodzinnym (możliwość zawarcia małżeństwa, alimenty), karnym (kazirodztwo), w postępowaniach sądowych i administracyjnym (odmowa składania zeznań; wyłączenie pracownika (art. 24 kpa); wyłączenie organu (art. 25 kpa); wyłączenie sędziego (art. 48 kpc, art. 40 kpk, art. 18 prawa o postępowaniu przed sądami administracyjnymi)), prawie kanonicznym (małżeństwo).